# Вільчеки
Вільчеки — польські шляхетські роди.

## гербуПорай
Представлені були, зокрема, в Руському воєводстві. Володіли, зокрема, маєтками Великий Любінь
- Вільчко з Бачова — підстолій сандомирський
- Дерслав з Любіня — львівський підкоморій, так підписався у 1497 році
- Бернард (Бернардин) — львівський латинський архієпископ з 1503 року
- Стефан
  - Єжи — дідич села Соснів[1]
  - Миколай

## гербу Мондростки
Представлені були, зокрема, у Краківському воєводстві.

## гербу Козел
- Миколай — сандомирський воєвода